# Júlio Chaves
Júlio Chaves (Rio de Janeiro, 28 de dezembro de 1944 – Rio de Janeiro, 10 de agosto de 2021) foi um ator e dublador brasileiro, conhecido por ter dublado diversos atores tais como Rowan Atkinson, Tommy Lee Jones, Mel Gibson, Andy Garcia, Jeff Bridges e Jeremy Irons.

## Biografia
Natural do Rio de Janeiro, Júlio começou sua carreira como ator de teatro e em seguida fez pequenos papéis em várias telenovelas, como Irmãos Coragem (1970-71), O Feijão e o Sonho (1976) e Maria, Maria (1978). Em 2016, perde seu filho, Márcio Chaves, também dublador, vindo a falecer aos 39 anos.
Júlio morreu no dia 10 de agosto de 2021, vítima de COVID-19.

### Dublagem
Entrou na dublagem no início dos anos 70 no estúdio de Herbert Richers. Nos anos 80 começou a ser escalado como a voz de vários personagens principais. nessa época ele já havia dublado muitos atores principais como Rowan Atkinson, Tommy Lee Jones, Mel Gibson, Andy Garcia, Jeff Bridges e Jeremy Irons. e em desenhos deu voz a Vô Max (2ª Voz) em Ben 10, Marlin em Procurando Nemo e Procurando Dory, Arqueiro Verde nas animações e Waylon Smithers (8ª Voz) em Os Simpsons
Em jogos dublou Kassadin e Xin Zhao em League of Legends, Bill em The Last of Us e Malfurion Tempesfúria em World of Warcraft.

## Trabalhos
- David Starsky (Paul Michel Glaser) na serie Starsky e Hutch - Justiça em Dobro (1975 - 1979)[16]
- Michael Knight (David Hasselhoff) em A Super Máquina (1982 - 1986)
- Jeff Bridges em King Kong (1976 - Segunda Versão), Starman - O Homem das Estrelas, O Pescador de Ilusões, O Grande Lebowski, Seabiscuit - Alma de Herói, Homem de Ferro, Bravura Indômita (2010), Tron: o Legado, R.I.P.D. Agentes do Além[17]
- Ratchet nos filmes Transformers
- Válter Dursley nos filmes de Harry Potter[18][10]
- Agente Especial David Rossi na série  Criminal Minds  (2008-2020).
- Monty em O Pequeno Stuart Little 2, Stuart Little 3 e Stuart Little
- Marlin em Procurando Nemo e Procurando Dory
- Skipper Riley em Aviões e Aviões 2 - Heróis do Fogo ao Resgate
- Hermes em Hercules e Hercules (série da Disney)
- Arqueiro Verde em Liga da Justiça sem Limites
- Tom em Tom e Jerry: O Filme
- Horácio em 101 Dálmatas
- Toby em O Cão e a Raposa
- Mestre Fung em Duelo Shaolin
- Smithers em Os Simpsons (últimas temporadas) e Os Simpsons - O Filme
- Murilo em O Galinho Chicken Little
- Spike em Tom e Jerry: O Anel Mágico, Tom e Jerry Encontram Sherlock Holmes e As Aventuras de Tom e Jerry
- Barkis Bittern em A Noiva Cadáver
- Doutor Doppler em O Planeta do Tesouro
- Alan Delã, a Ovelha em Deu a Louca na Chapeuzinho
- Sr Wesley em Nem que a Vaca Tussa
- Lester em O Corajoso Ratinho Despreaux
- Vitruvius em Uma Aventura LEGO
- Alfred Pennyworth em Batman: O Longo dia das Bruxas
- Alvino em Por Água Abaixo
- Vovô Noel em Operação Presente
- Capitão Joseph Korso em Titan
- Corujão em Christopher Robin - Um Reencontro Inesquecível
- Tio Catinga em A Escola de Susto do Gasparzinho
- Vlad em Hotel Transilvânia 3: Férias Monstruosas
- Elefante em Toy Story 4 e Garfinho Pergunta
- Rei de Jurai em Tenchi Muyo!
- Hortelino em Duck Dodgers
- Jake em Spirit - O Corcel Indomável
- Baleia Palhaço em O Espanta Tubarões
- Ancestral do ábaco em Mulan 2: A Lenda Continua
- Jack Hammer em Robôs
- Mercury em Valiant - Os Bravos do Pombal
- Milo em O Segredo dos Animais
- Paul, o pirata puro e Ron, o pirata puro em Tom e Jerry: Em Busca do Tesouro
- Vaga-lume em Lucas: Um Intruso no Formigueiro
- Salsicha em O Bicho Vai Pegar, O Bicho Vai Pegar 2, O Bicho Vai Pegar 3 e O Bicho Vai Pegar 4
- Frazer em Barbie em A Princesa da Ilha
- Lou Lo Duca em Bee Movie - A História de Uma Abelha
- Luiz em Rio e Rio 2
- Merrimack em Rango
- O Lorax em O Lorax: Em Busca da Trufula Perdida
- Floyd Careca Sam em Meu Malvado Favorito 2
- Alfred Pennyworth em Uma Aventura LEGO 2 e LEGO Batman: O Filme
- Rocky em Os Amigos da Miss Spider
- Bulky em Histórias de Bombeiros
- Dooley em O Novo Pica Pau